# Салонта
Салонта (на румънски: Salonta; на унгарски: Nagyszalonta; на немски: Grosssalontha) е град в Румъния. Намира се в крайната западна част на страната, близо до границата с Унгария, в историческата област Кришана. Салонта е вторият по важност град в окръг Бихор.
Според последното преброяване на населението (2002 г.) Салонта има 18 074 жители.

## География
Град Салонта се намира в южната част на областта Кришана, на около 40 км южно от Орадя.
Салонта се намира в най-западната част на Панонската низина. Край града минава река Криш.

## Население
Унгарците съставляват по-голямата част (57 %) от населението на Салонта, в града има също така румънци (40 %) и цигани (2 %). В началото на 20 век почти цялото население на града се състои от унгарци, а до средата на века в града има значителен брой евреи.

## Галерия
- Калвинистка църква
- Православна църква
- Централният парк
- Гарата
- Селският музей

## Побратимени градове
|  | Държава  |  | Град            |
|  | -------- |  | --------------- |
|  | Унгария  |  | Чепел           |
|  | Унгария  |  | Хайдубьорсьомен |
|  | Унгария  |  | Надкьорьош      |
|  | Словакия |  | Римавска Собота |
|  | Унгария  |  | Туркеве         |
|  | Унгария  |  | Шаркад          |
|  | Унгария  |  | Деречке         |